# Friedrich Kramer (Bauingenieur)

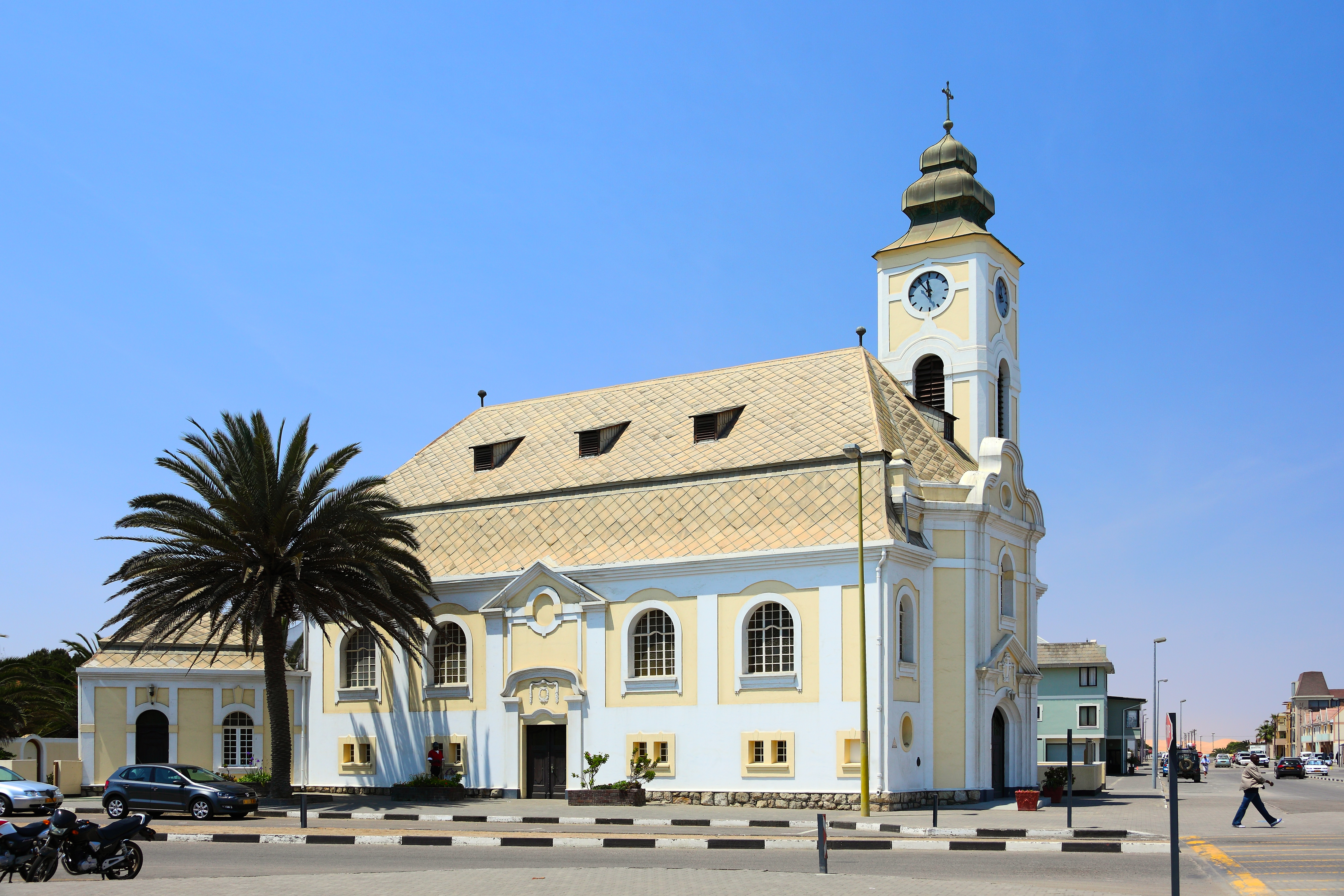
Evangelisch-Lutherische Kirche Swakopmund

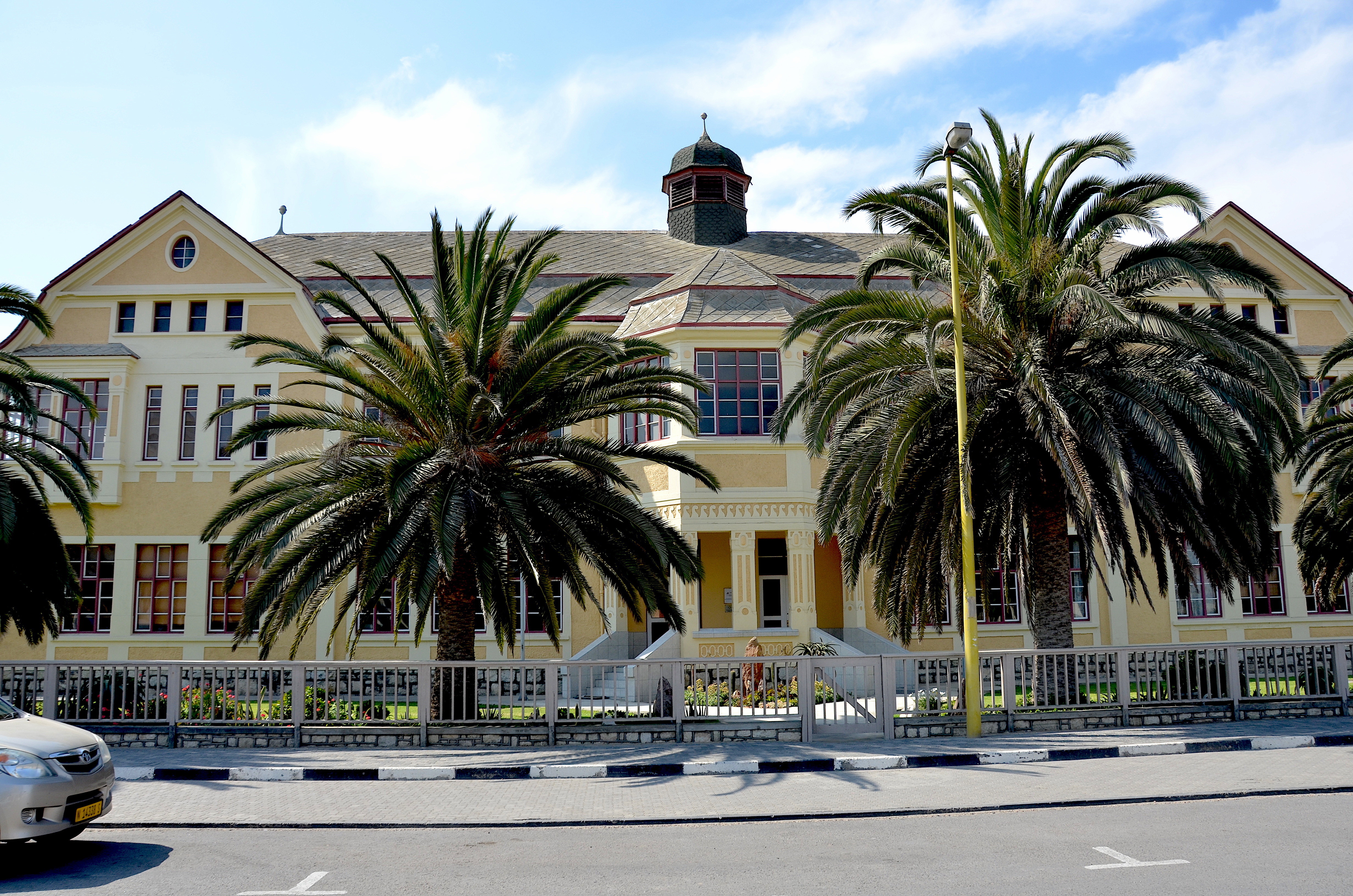
Namib High School

Friedrich  „Fritz“ Kramer (* 19. Jahrhundert; † 20. Jahrhundert) war ein deutscher Bauingenieur und Architekt in Deutsch-Südwestafrika und Kiautschou.
In Kiautschou baute Kramer, wohl zwischen 1904 und 1908, die Schantung-Bahnstrecke und diverse Brücken.
1908 zog es Kramer nach Deutsch-Südwestafrika, wo er für das Hamburger Unternehmen F. H. Schmidt tätig war. Er war ursprünglich dorthin entsandt worden, um die Ausschreibung zum Bau der Landungsbrücke  „Jetty“ in Swakopmund zu gewinnen. Von 1909 bis 1912 war er Ratsmitglied der örtlichen Stadtverwaltung. Zwischenzeitlich betrieb er unweit von Goanikontes eine wenig rentable Salzgewinnungsanlage, deren Überreste ebenfalls noch sichtbar sind (Stand Juni 2020).
Nach Kramer ist der Stadtteil Kramersdorf in Swakopmund benannt.
Kramer gestaltete und baute zwischen 1908 und 1914 vor allem in Swakopmund und Lüderitz zahlreiche bis heute erhaltene Gebäude, darunter:
Swakopmund
- Evangelisch-Lutherische Kirche Swakopmund (1909–1912), entworfen von Otto Ertl
- Kramersdorf-Haus (1912)
- Namib High School
- Gebäude der FNB Namibia

Lüderitz
- Krabbenhöft-und-Lampe-Gebäude (1909)